# Jeroen Nobel
Jeroen Johannes (Jeroen) Nobel (Amsterdam, 28 januari 1960) is een Nederlandse bestuurder en politicus.

## Levensloop

### Maatschappelijk
Nobel is geboren in Amsterdam en woont sinds 1983 in Haarlemmermeer. Na zijn opleiding ging hij werken als creditmanager/hoofd administratie bij Moore Nederland BV te Amsterdam en daarna als hoofd projectadministratie bij woningbouwvereniging Eigen Haard te Amsterdam. Vanaf 1994 werkte hij als zelfstandig ondernemer administratie & belastingadviesbureau voor het midden- en kleinbedrijf en particulieren.

### Politiek
In 1998 werd Nobel gemeenteraadslid en in 2002 fractievoorzitter namens de Partij van de Arbeid (PvdA) in Haarlemmermeer. Daarna was Nobel van maart 2006 tot april 2014 voor deze partij wethouder in Haarlemmermeer. In deze functie was hij onder andere lid van de Vereniging van Nederlandse Gemeenten (VNG) en had hij zitting in de bestuurscommissie Ruimte en Wonen (2006-2010) en de commissie Financiën (2010-2014). Naast zijn wethouderschap was hij namens het ministerie van Infrastructuur en Milieu ambassadeur Duurzame Gebouwde Omgeving (2007-2014). Bij zijn vertrek als wethouder van de gemeente Haarlemmermeer werd hij benoemd tot ereburger van de gemeente Haarlemmermeer.
Nobel werd met ingang van 18 mei 2015 door de commissaris van de Koning van Noord-Holland Johan Remkes benoemd tot waarnemend burgemeester van Aalsmeer als opvolger van Jobke Vonk-Vedder. Hij bleef in deze functie tot en met 15 april 2019 toen hij werd opgevolgd door Gido Oude Kotte. Met ingang van 30 september 2019 werd Nobel benoemd tot waarnemend burgemeester van Den Helder als opvolger van Koen Schuiling. Op 4 maart 2021 werd hij in Den Helder opgevolgd door Jan de Boer. In mei 2022 werd Nobel gevraagd als formateur voor een nieuw te vormen college voor de Gemeente Zandvoort.

### Nevenfuncties
Nobel was van december 2016 tot eind 2024 lid en voorzitter van de Raad van Commissarissen van  Woningbedrijf Velsen.

### Persoonlijk
Nobel is getrouwd en heeft twee kinderen. Zijn zoon Jurgen Nobel was van januari 2019 tot 1 juli 2024 net als zijn vader wethouder in Haarlemmermeer namens de VVD en is sinds 2 juli 2024 staatssecretaris Participatie en Integratie in het kabinet-Schoof.